# لورانس إدوارد واتكن
لورانس إدوارد واتكن (بالإنجليزية: Lawrence Edward Watkin)‏‏ (9 ديسمبر 1901 في نيويورك - 16 ديسمبر 1981 في مقاطعة سان هواكوين) كاتب سيناريو، وروائي، وأستاذ جامعي، وكاتب، ومنتج أفلام من الولايات المتحدة.

## الجوائز
- جائزة الكتاب الوطني  [لغات أخرى]‏

## روابط خارجية
- لورانس إدوارد واتكن على موقع IMDb (الإنجليزية)
- لورانس إدوارد واتكن على موقع قاعدة بيانات برودواي على الإنترنت (الإنجليزية)
- لورانس إدوارد واتكن على موقع قاعدة بيانات برودواي على الإنترنت (الإنجليزية)
- لورانس إدوارد واتكن على موقع قاعدة بيانات الفيلم (الإنجليزية)